# Richard Lamarche
Richard Lamarche, né le 3 juin 1855 à Liège et mort le 24 juillet 1934 à My (Belgique) fut un homme politique belge wallon du parti catholique.
Lamarche fut élu membre du conseil communal de Liège (1900-1908) et du sénat (1903-1908) en suppléance de Max Doreye.